# バウペス県
バウペス県（バウペスけん、スペイン語: Departamento del Vaupés）は、コロンビア南東部のアマゾン地方の県。県都はミトゥー。東はブラジルと国境を接し、南にアマソナス県、北にカケタ県、グアヴィアーレ県、グアイニア県と接する。

## 隣接する県
- アマゾナス州
- アマソナス県
- カケタ県
- グアビアーレ県
- グアイニア県

## 下位行政区

### Municipalities
1. カルル (Caruru)
2. ミトゥー (Mitú) - 県都
3. タライラ (Taraira)

### Department Corregimientos
1. パコア (Pacoa)
2. パプナフア (Papunahua)
3. ヤバラテ (Yavarate)

### Municipal Corregimientos
1. アカリクアラ (Acaricuara)
2. ヴィッラ・ファティマ (Villa Fátima)